# 库罗帕季诺村委员会
库罗帕季诺村委员会（俄语：Куропатинский сельсовет）是俄罗斯联邦阿穆尔州坦波夫卡区所属的一个村委员会。其下辖有4个居民点，行政中心为库罗帕季诺。据2016年统计，该村委员会的人口为878人。